# Leucopogon lanceolatus
Leucopogon lanceolatus är en ljungväxtart som först beskrevs av Smith, och fick sitt nu gällande namn av Robert Brown. Leucopogon lanceolatus ingår i släktet Leucopogon och familjen ljungväxter. Utöver nominatformen finns också underarten L. l. gracilis.

## Bildgalleri

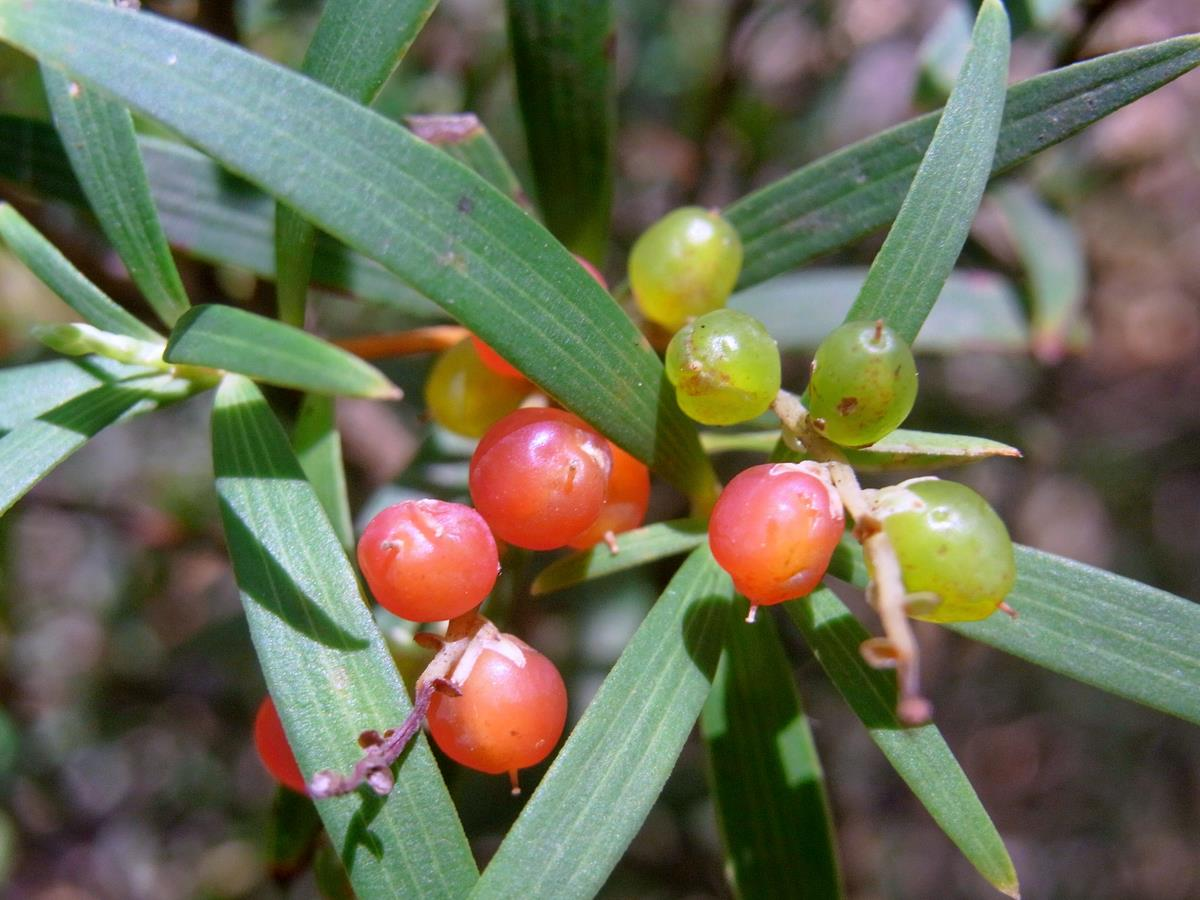